# Emergență (Star Trek: Generația următoare)
„Emergență” (titlu original: „Emergence”) este al 23-lea episod din al șaptelea sezon (și ultimul) al serialului TV american științifico-fantastic Star Trek: Generația următoare și al 175-lea episod în total. A avut premiera la 9 mai 1994.
Episodul a fost regizat de Cliff Bole după un scenariu de Joe Menosky bazat pe o poveste de Brannon Braga.

## Prezentare
Nava USS Enterprise devine o inteligență emergentă. 

## Actori ocazionali
- David Huddleston - The Conductor
- Vinny Argiro - The Hitman
- Thomas Kopache - The Engineer
- Arlee Reed - The Hayseed